# Texaco Cup
La Texaco Cup est une compétition de football organisée entre des clubs d'Angleterre, d'Irlande et d’Écosse. Elle a lieu de 1970 à 1975.

## Palmarès
| Saison      | Vainqueur               | Score           | Finaliste           |
| ----------- | ----------------------- | --------------- | ------------------- |
| 1970 – 1971 | Wolverhampton Wanderers | 3-1 / 0-1 / 3-2 | Heart of Midlothian |
| 1971 – 1972 | Derby County            | 0-0 / 2-1 / 2-1 | Airdrieonians FC    |
| 1972 – 1973 | Ipswich Town            | 2-1 / 2-1 / 4-2 | Norwich City        |
| 1973 – 1974 | Newcastle United        | 2-1             | Burnley             |
| 1974 – 1975 | Newcastle United        | 0-1 / 3-0 / 3-1 | Southampton         |

## Victoires par équipes
| Club                    | Victoires | Finalistes |
| ----------------------- | --------- | ---------- |
| Newcastle United        | 2         | -          |
| Wolverhampton Wanderers | 1         | -          |
| Derby County            | 1         | -          |
| Ipswich Town            | 1         | -          |
| Heart of Midlothian     | -         | 1          |
| Airdrieonians FC        | -         | 1          |
| Norwich City            | -         | 1          |
| Burnley                 | -         | 1          |
| Southampton             | -         | 1          |

## Victoires par pays
| Club       | Victoires | Finalistes |
| ---------- | --------- | ---------- |
| Angleterre | 5         | 3          |
| Écosse     | -         | 2          |